# Cucumisina
La cucumisina (EC 3.4.21.25, euforbaína, solanaína, huraína, tabernamontanaína) es una proteína de la familia de las subtilisinas, que tiene homología con otras proteínas denominadas endopeptidiasas. Se estima, según un estudio publicado en Clinical Experimental Allergology que ambos grupos de proteínas pueden presentar reactividad cruzada.
Es la desencadenante de la alergia al melón y participa activamente en el proceso de maduración de dicha fruta. No obstante, está extendido en otros alimentos, lo que se conoce como un panalergeno. Con vistas al futuro, lo investigadores tratan de eliminar la alergenicidad de la proteína sin afectar a su actividad funcional, indispensable para la maduración del fruto.